# Зенгайм
Зенгайм (нім. Senheim) — громада в Німеччині, розташована в землі Рейнланд-Пфальц. Входить до складу району Кохем-Целль. Складова частина об'єднання громад Кохем.
Площа — 12,58 км2. Населення становить 564 ос. (станом на 31 грудня 2020).